# Романо, Коррадо
Корра́до Рома́но (итал. Corrado Romano; 18 января 1920, Милан — 5 ноября 2003, Женева) — итальянский скрипач и музыкальный педагог.

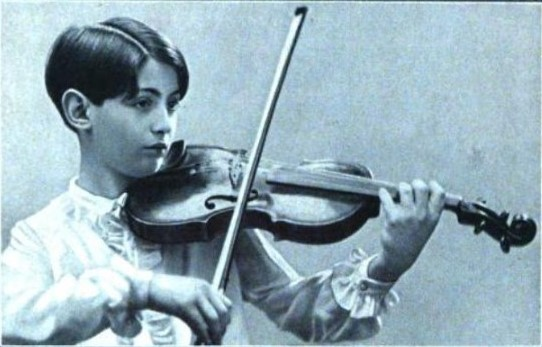
Коррадо Романо в возрасте 11 лет

Учился в Берлине у Карла Флеша (вместе с Жинетт Невё и Генриком Шерингом), затем изучал композицию под руководством Пауля Хиндемита. В 1939—1941 гг. преподавал в консерватории в Сьоне. В 1943 г. выиграл Международный конкурс исполнителей в Женеве. Во второй половине 1940-х гг. выступал в составе Международного трио вместе с Савой Савовым (фортепиано) и Карлом Марией Швамбергером (виолончель). Более 40 лет преподавал в Женевской консерватории; среди его учеников, в частности, Уто Уги, Диего Пажен и Доменико Нордио.